# 카를라 그라비나
카를라 그라비나(Carla Gravina, 1941년 8월 5일 ~ )는 이탈리아의 배우이다.

## 출연 작품
- 부메랑 (1976)
- 안티크라이스트(영어판) (1974)
- 그리고 지금 나의 사랑 (1974)
- 상속자 (1973)
- 엑스트라 인생 (1973)
- 바람둥이 알프레도 (1972)
- 에브리바디 고 홈 (1960)
- 다섯 낙인의 여자 (1960)